# Creatonotos wilemani
Creatonotos wilemani är en fjärilsart som beskrevs av Rothschild 1933. Creatonotos wilemani ingår i släktet Creatonotos och familjen björnspinnare. Inga underarter finns listade i Catalogue of Life.